# Celaena
Celaena là một chi bướm đêm thuộc họ Noctuidae.

## Các loài
- Celaena haworthii – Haworth's Minor (Curtis, 1829)